# Coop amba
Coop amba, zuvor FDB (Kurzform von: Fællesforeningen for Danmarks Brugsforeninger, dt.: Der Verband der dänischen Verbraucherverbände) ist eine Genossenschaft, mit Sitz im dänischen Albertslund. Das Unternehmen ist in den Bereichen Bank- und Investmentgeschäft sowie im Lebensmitteleinzelhandel über Tochtergesellschaften tätig. Die Genossenschaft hat rund 1,9 Millionen Mitglieder.

## Geschichte

Die Zentrale von Coop amba in Albertslund

Der Ursprung des Unternehmens geht auf den Pfarrer Hans Christian Sonne zurück, der 1866 das erste Geschäft zur Nahrungsmittelversorgung in Thisted eröffnete. In den folgenden Monaten wurden 2,5 % des Gewinns für den Ankauf von Büchern genutzt, die ebenfalls im Geschäft verkauft wurden. Durch starke Expansion konnten 1872 bereits 100 Verkaufsstellen gezählt werden. Um dem steigenden Druck standhalten zu können, schlossen sich die unabhängigen Kaufleute 1896 zusammen, die FDB entstand. Im folgenden Jahr begann das Unternehmen mit der Produktion eigener Produkte, wie etwa Kaffee, um steigenden Preisen entgegenzuwirken. 1928 erschien die erste Monatszeitschrift des Unternehmens, die heute Samvirke heißt. Nur ein Jahr später wurde das erste Lebensmittellabor eröffnet. Es sollte die gleichbleibende Qualität der angebotenen Waren sicherstellen.
Ab 1930 führte die FDB ein Nettogewicht bei ihren Waren, im gleichen Jahr wurde in Dänemark die erste Tierschutzverordnung verabschiedet, die auch Auswirkungen auf die FDB-Produkte hatte. Im Jahr 1940 folgte die Inhaltsangabe auf den Produktverpackungen, die zu diesem Zeitpunkt ein Novum darstellte. 1942 folgte der Bereich FDB Møbler, der sich für die Entwicklung und Produktion von günstigen Möbeln verantwortlich zeichnet und bis heute existiert. Nach amerikanischem Vorbild wurden ab 1949 auch in Dänemark die ersten Supermärkte nach heutigen Standards eröffnet, darunter auch von der Hovedstadens Brugsforening (fusionierte 1971 mit der FDB). 1963 erfolgte die Sitzverlegung nach Albertslund.
In den 1970er-Jahren wurden die erste OBS!-Kaufhäuser eröffnet (ab 2002 Kvickly xtra). Ab 1978 gab es für Verbraucher ein Mitspracherecht bei der Entwicklung von neuen Produkten, bei Sortimenten und neuen Geschäftskonzepten. Als einer der ersten führte FDB in ihren Geschäften ab 1981 eine Eigenmarke für biologische Lebensmittel ein. 1982 folgte der Kauf von Irma, 1987 von Fakta. Mit Zusammenschluss der anderen nordischen Konsumgenossenschaft aus Norwegen und Schweden entstand 2002 Coop Norden, die 2007 wieder aufgelöst wurde. Seither besteht die Coop Trading für einen gemeinsamen Einkauf. 2013 erfolgte die Umbenennung der FDB in Coop, im gleichen Jahr wurde die Coop Bank gegründet, 2017 folgte mit Coop Invest eine weitere Tochtergesellschaft.

## Tochtergesellschaften

### Coop Bank

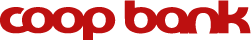
Logo der Coop Bank

Das im Herbst 2013 als Aktiengesellschaft gegründete Unternehmen Coop Bank A/S versteht sich als Kreditinstitut, dass verschiedene Produkte, wie Girokonten anbietet. Die Anzahl der Kunden beläuft sich auf gut 150.000, die Anzahl der Angestellten auf rund 70. Die Bank hat keine eigenen Niederlassungen, sie ist online, per Telefon und in den Supermärkten der Coop Danmark vertreten.

### Coop Danmark
In der heutigen Tochtergesellschaft Coop Danmark A/S werden alle Aktivitäten im Lebensmitteleinzelhandel gebündelt. Neben stationären Vertriebslinien betrieb Coop Danmark zwei Onlineshops (shopping.coop.dk – Non-Food-Sortiment und butik.mad.coop.dk – Lebensmittel). Das Online-Angebot Coop MAD wurde Ende Februar 2023 mangels wirtschaftlichem Erfolg eingestellt.

#### Heutige Vertriebslinien
Coop Danmark betreibt verschiedene Vertriebslinien.

##### Coop 365discount
Die 2020 gegründete Vertriebslinie Coop 365discount ist als Discounter preislich unterhalb von Fakta, der bisherigen Discounterkette von Coop angesiedelt. Die Vertriebslinie startete ab August 2020 mit 15 Testfilialen, 2021 kamen 19 weitere Märkte hinzu. Bei einem Großteil der Standorte handelt es sich um umgeflaggte Fakta-Märkte. Bis Ende 2021 waren 70 Märkte umgeflaggt. Zu Beginn des Jahres 2022 beschloss Coop das Konzept von Coop 365discount ausgerollt werden soll, Fakta sollte weiterhin bestehen bleiben, die Anzahl der Standorte auf gut 200 reduziert werden. Im September 2022 gab Coop schließlich bekannt, dass Fakta bis Ende desselben Jahres vollständig auf Coop 365discount aufgegangen sein wird.

##### Brugsen, Dagli'Brugsen, SuperBrugsen

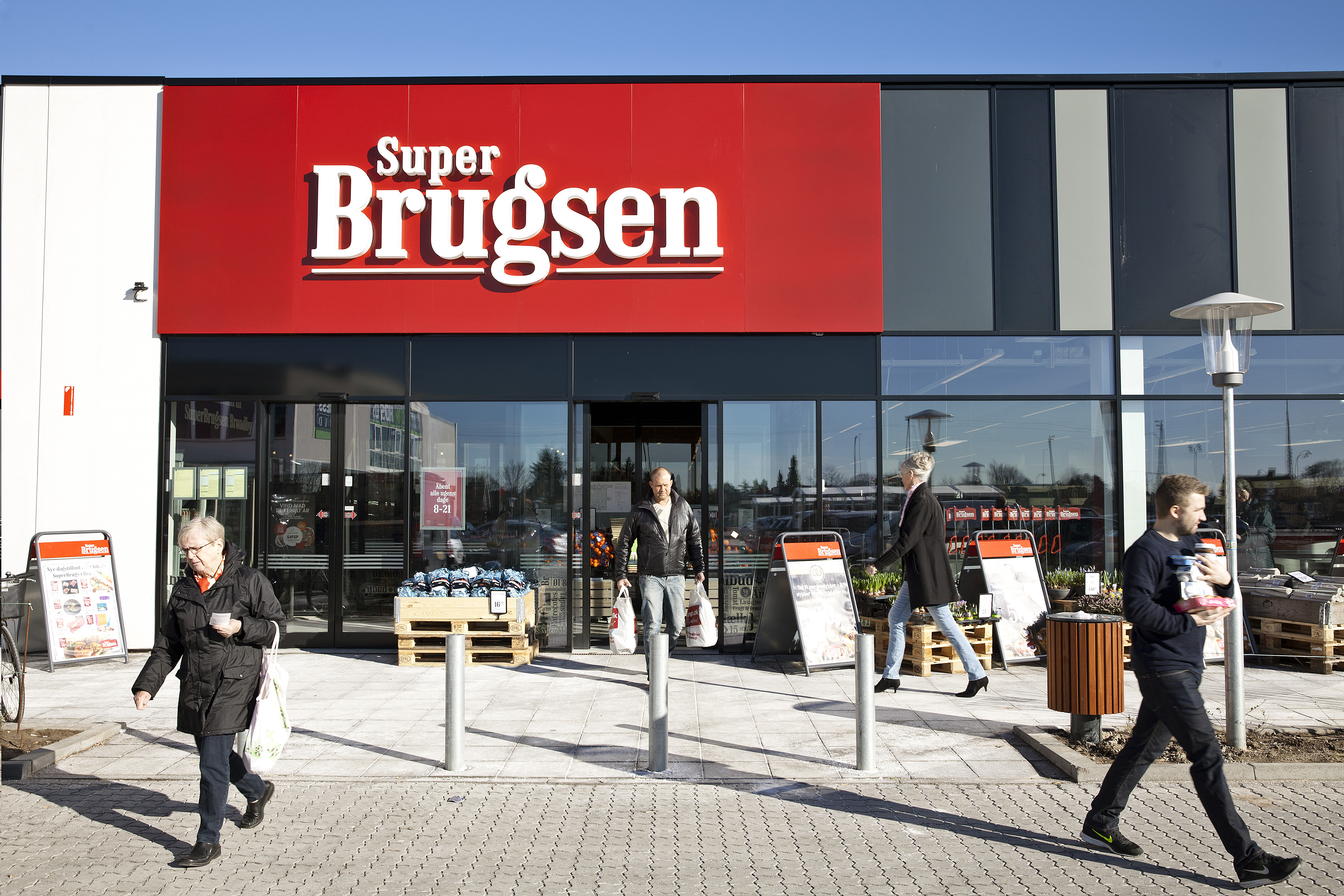
Ein SuperBrugsen-Markt

Ab 1947 führte die damalige FDB den Namen Brugsen, der sich zuvor im Volksmund durchgesetzt hatte, auch offiziell als Bezeichnung für die Märkte der Genossenschaft ein. SuperBrugsen entstand 1991, als man die größten Supermärkte von Brugsen auf SuperBrugsen umflaggte. Im folgenden Jahr wurden die kleineren Brugsen-Märkte (mit Ausnahme der Märkte in Größe eines Convenience Store) auf Dagli'Brugsen umgeflaggt. Seit 2016 bestehen drei Brugsen-Märkte in Kopenhagen, die jedoch weiterhin zur SuperBrugsen-Sparte gehören. 2019 wurden die LokalBrugsen-Märkte auf Dagli'Brugsen umgeflaggt. Zukünftig wird nur der Name Brugsen fortgeführt. Alle Dagli'Brugsen-Standorte sollen umgeflaggt werden, die Sparte SuperBrugsen in der neuen Supermarkt-Vertriebslinie Coop aufgehen.

##### Irma
Irma ist eine 1886 gegründete Supermarktkette, die ausschließlich auf Seeland vertreten ist und 1982 von Coop Danmark übernommen wurde. Kleinere Märkte werden als Lille Irma (bis 2017 Irma City) geführt. Irma gehört mit Sainsbury’s und Marks & Spencer zu den ältesten Lebensmittelketten der Welt. Bis 2024 sollen alle Irma-Märkte auf die andere Vertriebslinien Brugsen, Coop 365discount oder Coop umgeflaggt oder geschlossen werden. Die gleichnamige Eigenmarke soll bestehen bleiben und zukünftig auch in anderen Märkten des Unternehmens erhältlich sein.

##### Kvickly

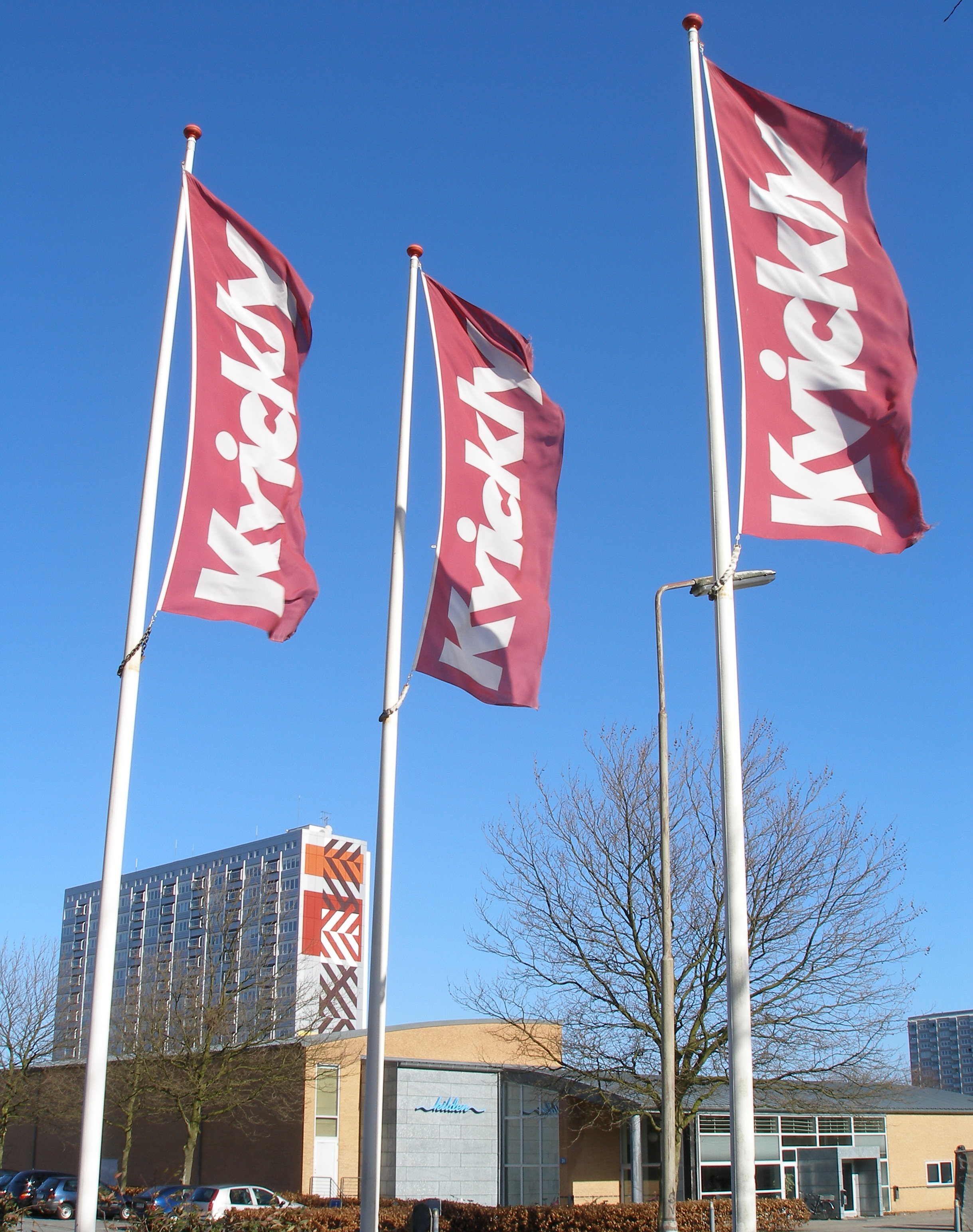
Flagge von Kvickly am Standort am Nygårds Plads in Brøndby

Kvickly ist eine seit 1961 bestehende Supermarktkette, die neben Lebensmitteln auch ein Non-Food-Sortiment führt. Der erste Markt wurde in Aalborg eröffnet 2002 übernahm von der Schwestergesellschaft OBS! die bestehenden Standorte und flaggte sie auf Kvickly xtra um. Obwohl beide ein gemeinsames Angebotsprospekt besaßen, gab Kvickly extra auch eigene Prospekte heraus. Das Konzept konnte schlussendlich nicht überzeugen, sodass im Herbst 2009 alle 14 bestehenden Kvickly xtra-Märkte an Kvickly übergeben und entsprechend umgeflaggt wurden. Es ist beabsichtigt alle Kvickly-Märkte in die neue Supermarkt-Vertriebslinie Coop zu integrieren und die Märkte entsprechend umzuflaggen.

#### Ehemalige Vertriebslinien

##### Fakta
Fakta (organisiert in der Tochtergesellschaft Fakta A/S) war eine 1981 gegründete Discounterkette, die seit 1987 zu Coop Danmark gehörte. Bis Ende des Jahres 2022 wurden die dänischen Fakta-Märkte auf die Vertriebslinie Coop 365discount umgeflaggt. Einzig die drei in Deutschland befindlichen und durch die Fakta GmbH betriebenen Grenzhandelsgeschäfte flaggen vorerst weiter als Fakta.

##### LokalBrugsen
LokalBrugsen bestand von 1995 bis 2019 als Vertriebslinie für Supermärkte in der Größe eines Convenience Store. 2019 entschied man sich die Vertriebslinie zugunsten von Dagli'Brugsen aufzugeben. Alle zu diesem Zeitpunkt bestehenden 26 Märkte wurden bis spätestens 13. September 2019 auf Dagli'Brugsen umgeflaggt.

### Coop Invest
Die 2017 gegründete Tochtergesellschaft Coop Invest A/S ist mit überschüssigem Kapital der drei anderen Gesellschaft (Coop amba, Coop Bank und Coop Danmark) ausgestattet, die sich vor allem mit Reinvestitionen und anderem Investment beschäftigt. Als Gesellschaft ist sie an verschiedenen Start-Ups beteiligt und besitzt mit der Werbeagentur Republica A/S und der Gesellschaft Severin A/S, die für das in Middelfart beheimatete Kurs- und Konferenzzentrum zuständig ist, zwei eigene Tochtergesellschaften.

## Trivia
Coop Danmark führt in seinen Lebensmittelgeschäften mit Cirkel Kaffe eine Eigenmarke, die vor allem Filterkaffee anbietet. In Deutschland führte die Co op AG unter dem angepassten Namen Cirkel Kaffee ebenfalls Kaffeeprodukte, auch in Österreich war die Eigenmarke in den Konsum-Geschäften vertreten. Trotz der Namensähnlichkeit waren die Produkte für jede Coop-Gesellschaft eigenständig entwickelt worden.